# Notenbankkredit
Als Notenbankkredit wird das Instrumentarium bezeichnet, mit dem eine Zentralbank (Notenbank) die zugehörige Volkswirtschaft resp. deren Bankensystem mit dem erforderlichen Geld versorgt.
Die Summe des bei der Notenbank bilanzierten Notenbankkredits entspricht hierbei der Notenbankgeldmenge. Als Preis für den Notenbankkredit bezahlen die Geschäftsbanken der Notenbank den Leitzins. Sie beschaffen sich damit ihre Bargeld-Bestände, aber auch weitere Giralgeld-Positionen. Dieses gesamte Aggregat wird durch die Zentralbank z. B. mit Hilfe des Leitzinses gesteuert (den Bedürfnissen der Volkswirtschaft angepasst). Damit die Geschäftsbanken ihre Kreditschöpfung den Erfordernissen dieser Geldpolitik anpassen, ist eine bestimmte minimale Relation zwischen Notenbank-Geld und totaler Kredit-Summe in ihrer Bilanz gesetzlich-reglementarisch festgelegt. Wird diese unterschritten, muss Notenbankkredit zum momentan gültigen Leitzins aufgenommen werden. Im Übrigen wird auch mit der Offenmarktpolitik Notenbankkredit – an den Staat – vergeben.